# Baldwin (comtat de Nassau)
Baldwin és una concentració de població designada pel cens al Comtat de Nassau (Nova York). Segons el cens dels Estats Units del 2000 tenia 23.455 habitants., 7.868 habitatges, i 6.081 famílies. La densitat de població era de 3.069,8 habitants per km².
Dels 7.868 habitatges en un 38,3% hi vivien nens de menys de 18 anys, en un 61% hi vivien parelles casades, en un 12,7% dones solteres, i en un 22,7% no eren unitats familiars. En el 18,5% dels habitatges hi vivien persones soles el 9,3% de les quals corresponia a persones de 65 anys o més que vivien soles. El nombre mitjà de persones vivint en cada habitatge era de 2,98 i el nombre mitjà de persones que vivien en cada família era de 3,4.
Per edats la població es repartia de la següent manera: un 26,1% tenia menys de 18 anys, un 7,2% entre 18 i 24, un 30,5% entre 25 i 44, un 24,1% de 45 a 60 i un 12% 65 anys o més.
L'edat mediana era de 37 anys. Per cada 100 dones de 18 o més anys hi havia 85,2 homes.
La renda mediana per habitatge era de 71.456 $ i la renda mediana per família de 78.400 $. Els homes tenien una renda mediana de 51.069 $ mentre que les dones 40.496 $. La renda per capita de la població era de 28.114 $. Entorn del 3,3% de les famílies i el 5,4% de la població estaven per davall del llindar de pobresa.